# Orientalebra drawidana
Orientalebra drawidana är en insektsart som beskrevs av Irena Dworakowska 1993. Orientalebra drawidana ingår i släktet Orientalebra och familjen dvärgstritar. Inga underarter finns listade i Catalogue of Life.